# USS Luce (DD-99)
USS Luce (DD-99) là một tàu khu trục thuộc lớp Wickes của Hải quân Hoa Kỳ trong giai đoạn Chiến tranh Thế giới thứ nhất. Nó là chiếc tàu chiến đầu tiên của Hải quân Hoa Kỳ được đặt tên theo Chuẩn đô đốc Stephen Bleecker Luce (1827-1917).

## Thiết kế và chế tạo
Luce được đặt lườn vào ngày 9 tháng 2 năm 1918 tại xưởng tàu Fore River của hãng Bethlehem Shipbuilding Corporation ở Quincy, Massachusetts. Nó được hạ thủy vào ngày 29 tháng 6 năm 1918, được đỡ đầu bởi Bà Boutelle Noyes, con gái Chuẩn đô đốc Luce, và được đưa ra hoạt động vào ngày 11 tháng 9 năm 1918 dưới quyền chỉ huy của Hạm trưởng, Thiếu tá Hải quân R. C. Parker.

## Lịch sử hoạt động
Luce khởi hành từ Boston vào ngày 19 tháng 9 năm 1918, và trình diện để phục vụ cùng Tư lệnh Lực lượng Tuần dương trực thuộc Hạm đội Đại Tây Dương tại New York hai ngày sau đó. Nó lên đường cùng với Đoàn tàu vận tải 67 hướng đến Pháp vào ngày 23 tháng 9, và sau khi đến Azores vào ngày 1 tháng 10, nó được cho tách ra để tiếp tục đi đến Gibraltar vào ngày 19 tháng 10. Luce thực hiện nhiệm vụ tuần tra và hộ tống tại Địa Trung Hải cho đến hết thời gian chiến tranh.
Vào ngày 26 tháng 11, nó khởi hành đi đến vùng biển Adriatic, và trong 5 tháng tiếp theo đã phối hợp với Ủy ban Thực phẩm tuần tra tại khu vực này. Sau các chuyến đi đến vùng Đông Địa Trung Hải, biển Aegean và Hắc Hải trong tháng 5 và tháng 6 năm 1919, nó quay trở về Gibralta vào ngày 27 tháng 6 trên đường quay trở về Hoa Kỳ. Luce về đến New York vào ngày 10 tháng 7, và tiếp tục đi đến Boston để đại tu.
Vào ngày 29 tháng 10, nó được chuyển về Hải đội Dự bị Hạm đội Đại Tây Dương, và đến ngày 18 tháng 3 năm 1920 được xếp lại lớp như một tàu rải mìn hạng nhẹ với ký hiệu lườn DM-4. Sang tháng 4, nó rời Boston đi Newport, Rhode Island, nơi nó hoạt động cùng Lực lượng Khu trục cho đến tháng 7, Vào ngày 5 tháng 7 năm 1921, Luce gia nhập Hải đội Rải mìn 1 đặt căn cứ tại Gloucester, Massachusetts, và đã tham gia các cuộc thực hành chiến thuật cho đến tháng 10. Sau một chuyến đi đến vùng biển Caribe vào tháng 1 năm 1922, Luce đi đến Philadelphia, nơi nó được cho xuất biên chế vào ngày 30 tháng 6 năm 1922.
Luce được nhập biên chế trở lại vào ngày 19 tháng 3 năm 1930, và lên đường đi Panama vào ngày 18 tháng 4, nơi nó hoạt động cùng các tàu ngầm thuộc Lực lượng Kiểm soát Khu vực Kênh đào cho đến tháng 5. Nó quay trở về vùng bờ Đông vào ngày 4 tháng 6, tiến hành huấn luyện cùng Hải đội Rải mìn 1 cho đến khi khởi hành đi Boston, nơi nó được cho ngừng hoạt động vào ngày 31 tháng 1 năm 1931. Luce được bán cho hãng Schiavone-Bonomo Corporation, ở New York vào ngày 29 tháng 9 năm 1936, và bị tháo dỡ vào ngày 13 tháng 11 năm 1936.